# Guerrero (métro de Mexico)
Pour les articles homonymes, voir Guerrero (homonymie).
Guerrero est une station de correspondance entre les lignes 3 et B du métro de Mexico, située au nord de Mexico, dans la délégation Cuauhtémoc.

## La station
Le nom vient de sa position dans la Colonia Guerrero et l'avenue du même nom, son emblème est le buste du général Vicente Guerrero, héros de l'indépendance du Mexique et deuxième président du Mexique.